# Tamarix senegalensis
Espèce
Tamarix senegalensis, le Tamaris du Sénégal, est un arbuste des zones côtières africaines. Cette espèce est résistante à la salinité des sols et pourrait permettre un repeuplement des terres abandonnées par les agriculteurs consécutivement à la salinisation des sols dans les zones côtières du Sahel et particulièrement au Sénégal.